# Бурантон
Бурантон (фр. Bouranton) насеље је и општина у североисточној Француској у региону Шампањ-Арден, у департману Об која припада префектури Троа.
По подацима из 2011. године у општини је живело 525 становника, а густина насељености је износила 64,42 становника/km². Општина се простире на површини од 8,15 km². Налази се на средњој надморској висини од 124 метара.

## Демографија
| 1962. | 1968. | 1975. | 1982. | 1990. | 1999. | 2011. |
| ----- | ----- | ----- | ----- | ----- | ----- | ----- |
| 169   | 186   | 218   | 440   | 475   | 451   | 525   |

График промене броја становника у току последњих година